# Мечеть аль-Харам
Мечеть Аль-Харам (араб. المسجد الحرام‎‎, дос. «Заповідна мечеть»), у світі відома як Священна Мечеть — головний храм мусульман у Мецці, Саудівська Аравія. У внутрішньому дворі храму розташована Кааба, об'єкт обов'язкового паломництва — хаджу.

## Опис
Мечеть Аль-Харам згадується у Корані 15 разів (наприклад 2: 217; 5: 2). Мечеть є також кіблою (напрямком для молитви) мусульман.
Прототип Мечеті Аль-Харам з'явився у 638. За часів пророка Мухаммеда і «праведних халіфів» Заповідна мечеть була маленькою, стін не було, — територія була відгороджена будинками, між якими були ворота, що служили за вхід. Перше розширення мечеті зробив халіф Умар ібн аль-Хаттаб, який викупив всі будинки, що до неї прилягали, зніс їх, а всю територію огородив невисокою стіною. Коли халіфом став Осман ібн Аффан, він знову розширив мечеть у той самий спосіб. Мечеть Аль-Харам і надалі продовжували розширювати різні правителі.
Заповідна мечеть була суттєво перебудована у 1956, за наказом короля Абдул Азіза бін Абдул Рахмана ас-Сауді, потім — у 1988, за короля Фагда Абдул Азіза ас-Сауді, коли дах був перероблений у третій поверх мечеті, були побудовані ескалатори, що ведуть на 2-й і 3-й рівні.
До мечеті веде 4 головних входи і 54 додаткових, не рахуючи входів на 2-й і нижній рівні. Площа мечеті становить 309 тис. кв. метрів і може вмістити за деякими оцінками до 700 000 осіб. Мечеть має 9 мінаретів висотою 89 метрів, 11 сходів та 7 ескалаторів. Потужне освітлення комплексу Заповідної мечеті здійснюється за допомогою двох електростанцій. Мечеть оснащена радіо і телестудіями, внутрішні приміщення обладнані кондиціонерами.[джерело?]

## Галерея

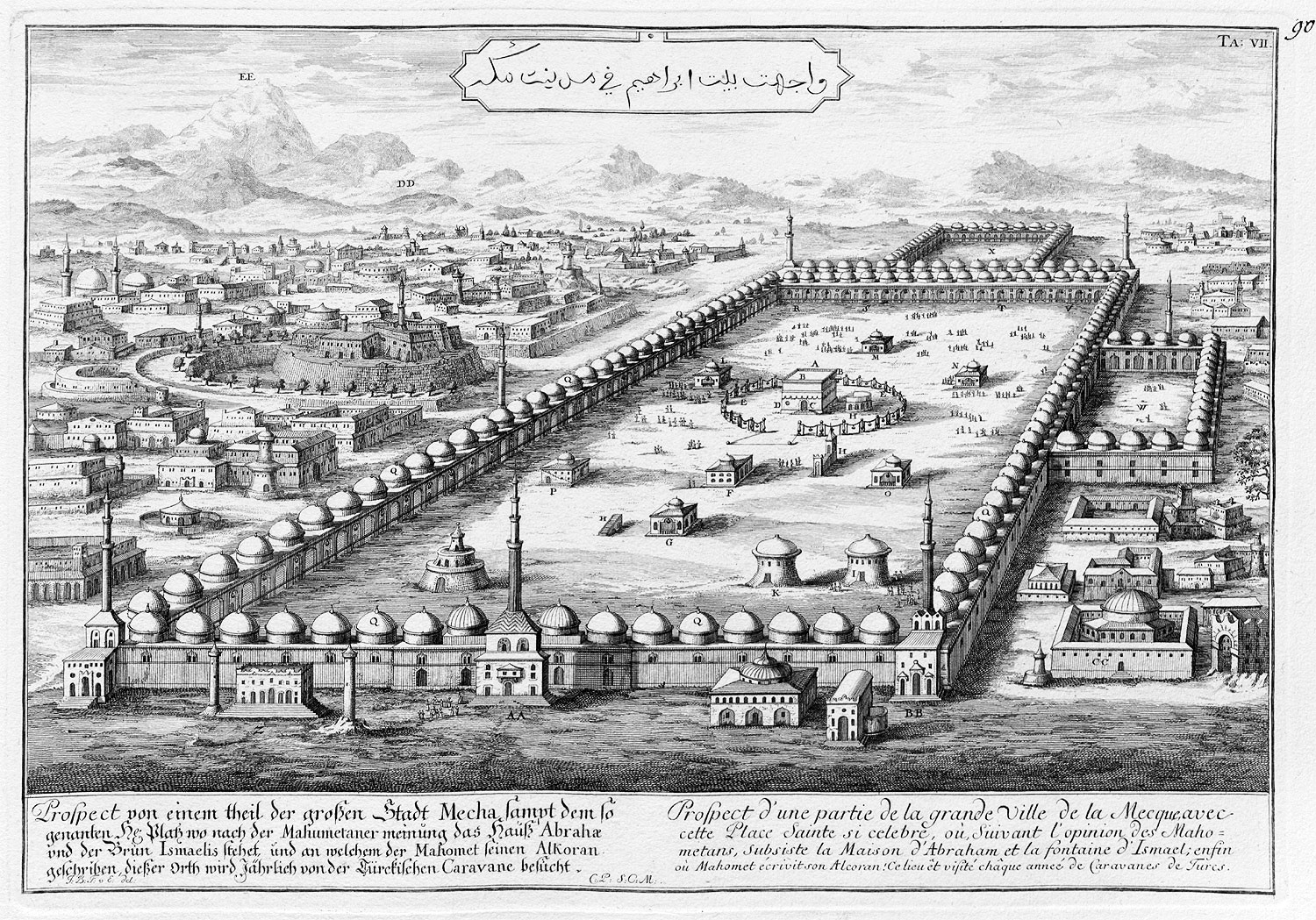
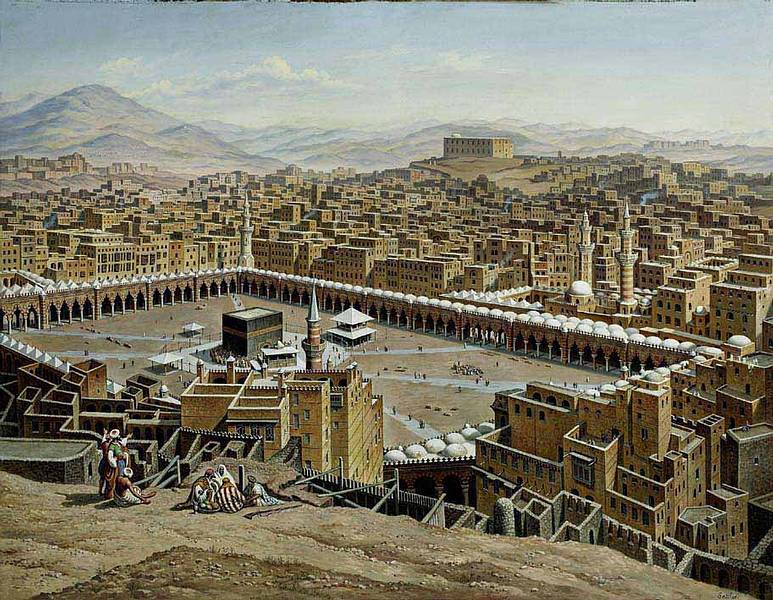
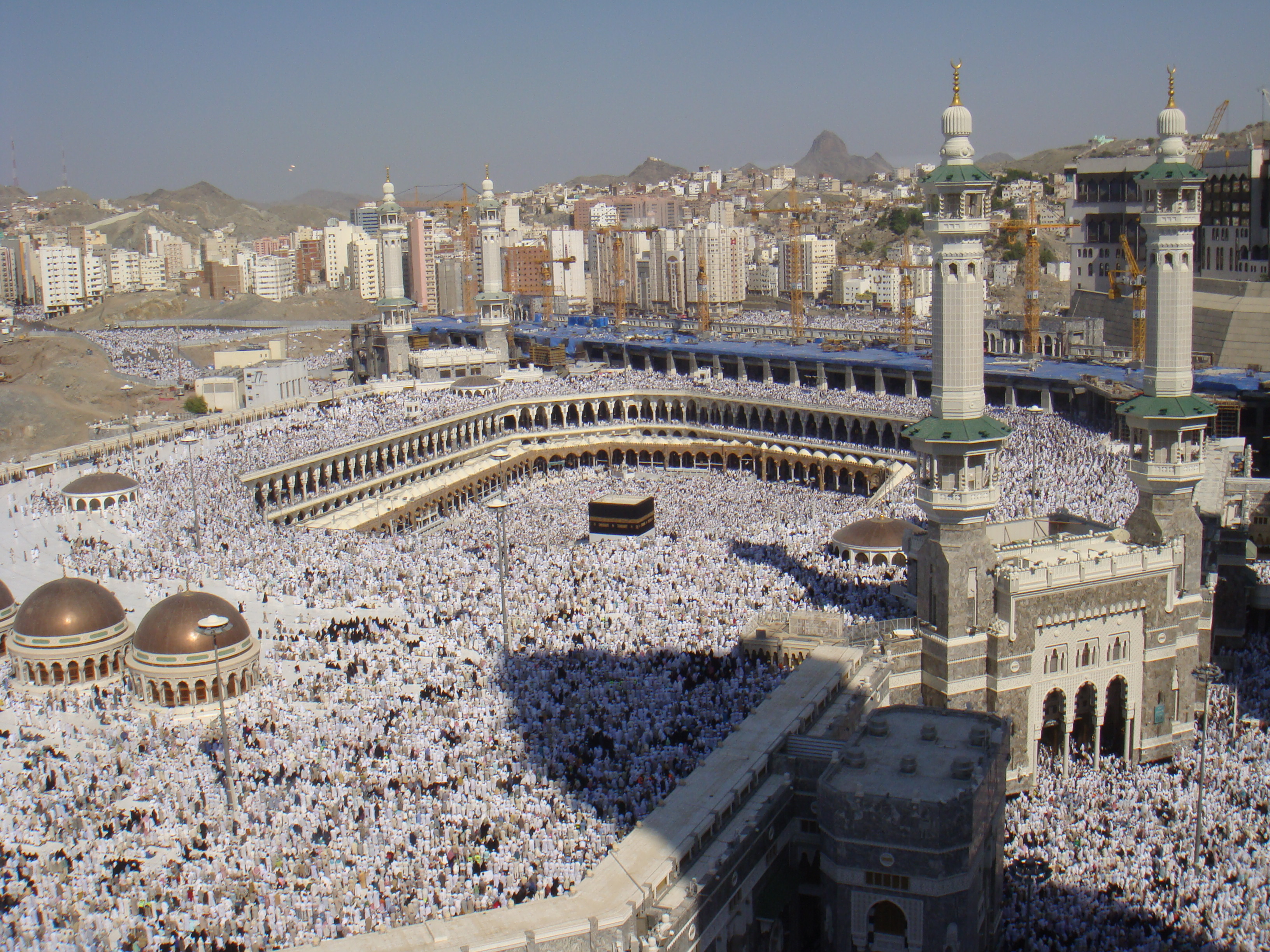
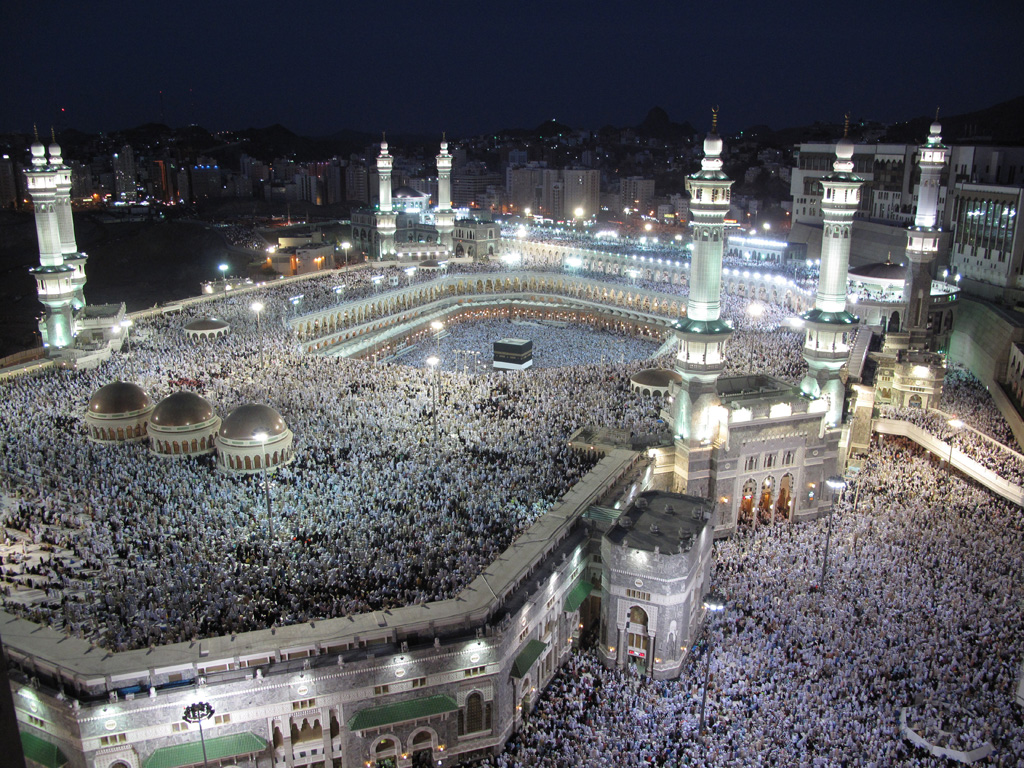
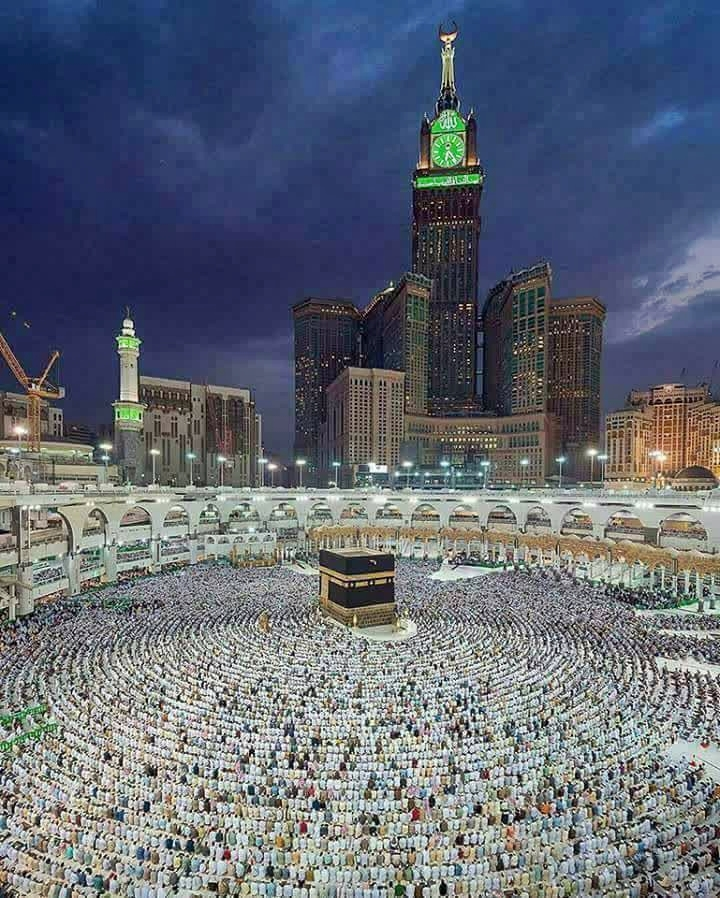
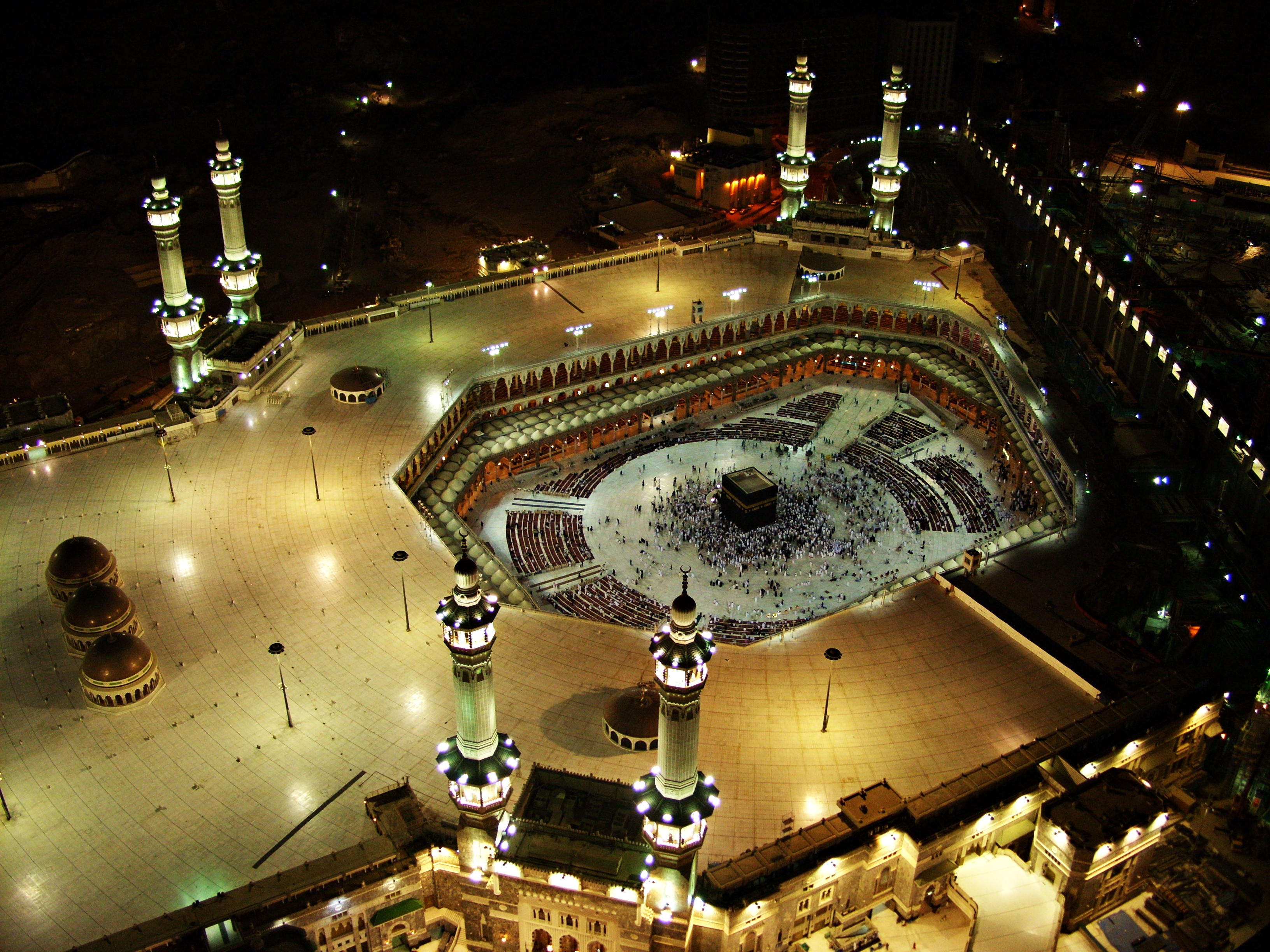